# Пейкер, Николай Иванович
Николай Иванович Пейкер (9 [21] ноября 1809, Санкт-Петербург — 10 [22] июня 1894, Санкт-Петербург) — действительный статский советник, писатель и переводчик, цензор.

## Биография
Сын Ивана Устиновича Пейкера. Получил домашнее образование. Поступил на службу подпрапорщиком лейб-гвардии в Семеновский полк с зачислением в школу гвардейских подпрапорщиков и кавалерийских юнкеров 15 октября 1826 года; 25 марта 1828 года был произведён в прапорщики; участвовал в нескольких сражениях русско-турецкой войны. В начале 1830 года вернулся с полком в Петербург; 31 января был назначен исправляющим должность старшего адъютанта в штабе войск Отдельного гвардейского корпуса; 6 декабря 1832 года произведён в поручики; одновременно состоял правителем дел Комитета училищ солдатских детей. В 1841 году произведён в штабс-капитаны; продолжал состоять при штабе Отдельного гвардейского корпуса.
Был уволен 12 января 1844 года с военной службы с переименованием в надворные советники и в конце января назначен директором Горыгорецкой земледельческой школы. В 1846 году находился в заграничной командировке с целью изучения отраслей сельского хозяйства и осмотра высших сельскохозяйственных учебных заведений Германии. С 30 июня 1848 года, после преобразования школы в институт, был назначен его директором; менее чем через год, 24 апреля 1849 года уволен от службы по прошению с чином статского советника.
С 3 октября 1850 по 11 апреля 1856 г. — цензор Петербургского цензурного комитета. По отзыву А. В. Старчевского, «как цензор, был благороднейшая личность», хотя и отличался большой строгостью в исполнении своих обязанностей. Тем не менее, получил строгий выговор за то, что пропустил танец-польку, названную «Мазепой».
Владел усадьбой Раболово близ Гатчины.
С 1857 года по избранию дворянства Санкт-Петербургской губернии был назначен членом Совета государственных кредитных установлений; в этом звании пробыл два трёхлетних срока. В 1861 году активно участвовал в работе Петербургского комитета и комиссий, учреждённых для отмены крепостного права, и временной комиссии по введению в действие крестьянского положения; 19 апреля 1864 года был произведён в действительные статские советники; член от правительства Санкт-Петербургского губернского по крестьянским делам присутствия. В отставке с 6 мая 1865 года.
По сообщению Русского биографического словаря умер 10 (22) июня 1894 года (в Петербургском некрополе указана дата 30 июня (12 июля) 1894 года). Похоронен на Волковском лютеранском кладбище (могила утрачена).

## Научная деятельность
В 1830-е гг. начал публиковать статьи по сельскому хозяйству. В 1836 году был избран членом Императорского Вольно-Экономического Общества.

### Избранные труды
- Пейкер Н. И. Карманная книжка для сельских хозяев, содержащая в себе полное собрание главнейших правил сельского хозяйства и разных систем разделения полей, со всеми исчислениями, относящимися до полевых работ…, переделанная из агрономического сочинения г. Шнэ и примененная к российскому полеводству. — СПб.: [тип. К. Вингебера], 1835. — 138 с.

переводы на русский язык
- Крейссиг В. А. Советы о средствах против убытков в сельском хозяйстве, причиняемых влиянием неблагоприятной погоды / изд. Н. Пейкером. — СПб., 1840. — 156 с.
- Неббин. Новый весьма дешевый и для всех полевых и садовых растений выгодный способ добывания позема с особенным применением к огородничеству / Пер. с нем. Н. Пейкера. — СПб.: тип. Х. Гинце, 1839. — 73 с.

## Награды
- бриллиантовые перстни (1838, 1842) — за труды в Комитете училищ солдатских детей
- Высочайшее благоволение и бриллиантовый с вензелем перстень (1861) — за особые труды по званию члена Совета государственных кредитных установлений.

## Семья
Жена (с 1832 г.) — Любовь Ивановна (1814—1895), дочь сенатора И. Ф. Журавлёва. Их дети:
- Николай (1844—1902), генерал-майор;
- Алексей (1850—1913), действительный статский советник (с 1904), почётный мировой судья[5].